# 無添加
無添加（むてんか、additive-free）とは、特定の物質が使用されていないことを表す表現である。何が無添加であるというような規定はない。
第二次世界大戦以降、様々な分野で天然には存在しないような化学合成された物質が大量生産され、その安全性について疑問視する人々がいることからマーケティング上の理由で様々な無添加の商品が生み出されてきた。自然界に存在してこなかった物質も多く、毒性や発癌性、内分泌攪乱化学物質として、人体や自然環境が分解できず蓄積が見られることや、組み合わさったときの複合的な効果について懸念する人々がいる。化学合成された物質を使用する代わりに、安全性が確認されていない天然由来の物質を使用していることも多く、無添加だからといって必ずしも安全性が高いとは限らない。

## 事例

### 無添加食品
食品添加物に分類されるものがすべて使用されていない。あるいは、天然に存在しない合成添加物が使用されていない。
厚生労働省は、「無添加である旨の表示については、製造業者等の任意の表示ではありますが、消費者が誤認を生ずることのない表示が求められています」とコメントしている。2022年3月30日に消費者庁から「食品添加物の不使用表示に関するガイドライン」が示され、以下のような表示は優良誤認に該当する危険性が高いとしている。
- 単に「無添加」とだけ表示して、何が無添加なのか表示しない
- 食品表示基準上認められていない、添加物に対する「天然」「合成」などの修飾語の使用
- 当該の食品に対して法規制で使用できない、あるいは通常使用しない添加物について、ことさらに「不使用」と表示する
- ある添加物について「不添加」と表示したものの、実際には同等の役割を持つ別な添加物・原材料を使用している
- 無添加であることと健康・品質などを、理由を明示せずに関連付ける表示

2024年4月から、「無添加」表示が各商品から削除された。

### 無添加化粧品
タール色素などの人工着色料、人工香料の不使用、無香料・無着色、界面活性剤の不使用や石油系界面活性剤の不使用。

#### 無添加石鹸
合成洗剤など石油製品から化学合成された物質が無添加である。一般店頭では、ミヨシ石鹸やシャボン玉石けん、牛乳石鹸などが有名。

### 無添加住宅
「無添加住宅」という商標は存在するが、実際の住宅が無添加で出来ている訳はない。シックハウス症候群の原因となるような物質が使われていないように誤認される表記である。商標登録をすれば景品表示法上の「優良誤認」となる表記をして良い訳ではない。商標登録は特許庁の管轄であり、消費者庁の管轄において景品表示法上の「優良誤認」に関する法的規制が存在する。

## 類似
よく間違えられる表現として「オーガニック」という言葉があります。
食品における「無添加」と「オーガニック」の違いは「製造過程」のことか、「原材料そのもの」のことかという事です。
無添加は「合成添加物を添加せずに製造した食品」であり、オーガニックは「化学薬品が使われていない原材料を使用して製造されているもの」を指します。